# Synagelides birmanicus
Synagelides birmanicus là một loài nhện trong họ Salticidae.
Loài này thuộc chi Synagelides. Synagelides birmanicus được Bohdanowicz miêu tả năm 1987.